# Блискавка (ракета)
«Блискавка» — перспективна надзвукова керована ракета, головним розробником є Державне конструкторське бюро «Південне», ДП «Івченко-Прогрес» виступає партнером та займається розробкою двигуна.
Як заявляє розробник, ракету можна буде застосовувати по наземних (клас «повітря-поверхня») та морських цілях.

## Історія
Презентація концепції надзвукової авіаційної керованої ракети «Блискавка» відбулась на міжнародній виставці озброєнь та військової техніки «Зброя та безпека-2019».
«Блискавку» планують використовувати для озброєння фронтових бомбардувальників Су-24М. Однак нову надзвукову ракету можна адаптувати до багатоцільових винищувачів Су-27 та Міг-29. У перспективі вітчизняну надзвукову ракету можуть адаптувати до винищувачів F-15 та F-16 американського виробництва, а також французьких Rafale і китайських J-10.
Захист проєкту нової надзвукової авіаційної ракети під назвою «Блискавка» перед комісією Міністерства оборони України відбувся в жовтні 2020 року.
В травні 2021 року стало відомо, що для ракети «Блискавка» вже виготовлено дослідний зразок головки самонаведення для роботи по наземним цілям. Мова йде про комплексну головку самонаведення — радіолокаційну з оптичним каналом, що дозволятиме працювати у різних погодних умовах, а також забезпечити точність.